# Deltote bankiana
Deltote bankiana là một loài bướm đêm thuộc họ Noctuidae. Nó được tìm thấy ở châu Âu.
Sải cánh dài 24–28 mm. Chiều dài cánh trước là 10–12 mm. Con trưởng thành bay từ tháng 5 đến tháng 8 tùy theo địa điểm. Con trưởng thành bay both at night as during the day.
Ấu trùng ăn nhiều loại cỏ.

## Hình ảnh

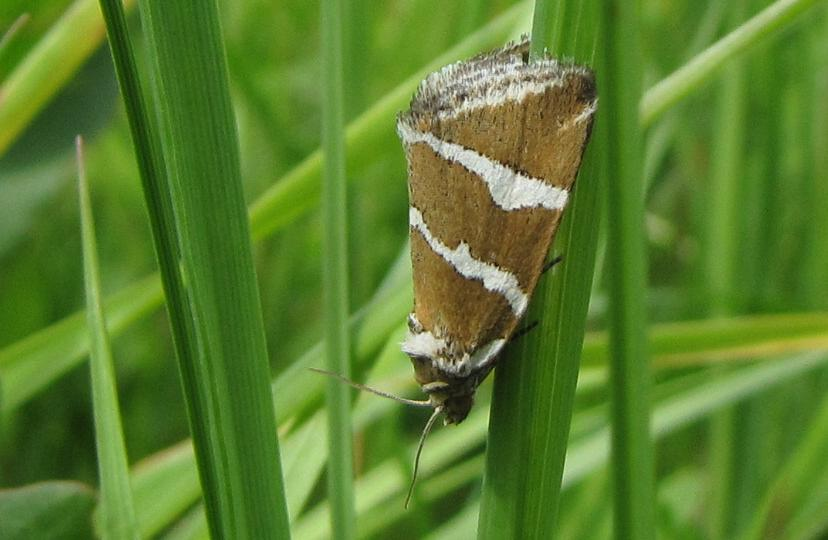
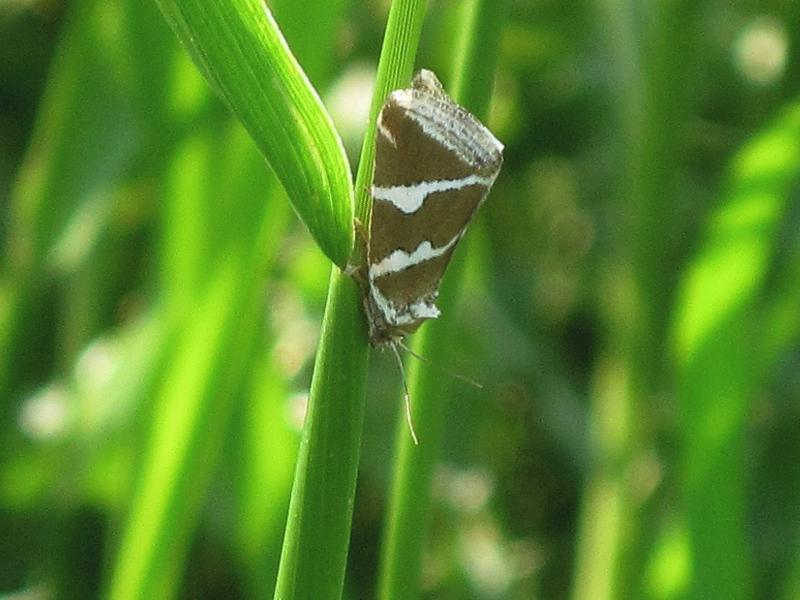
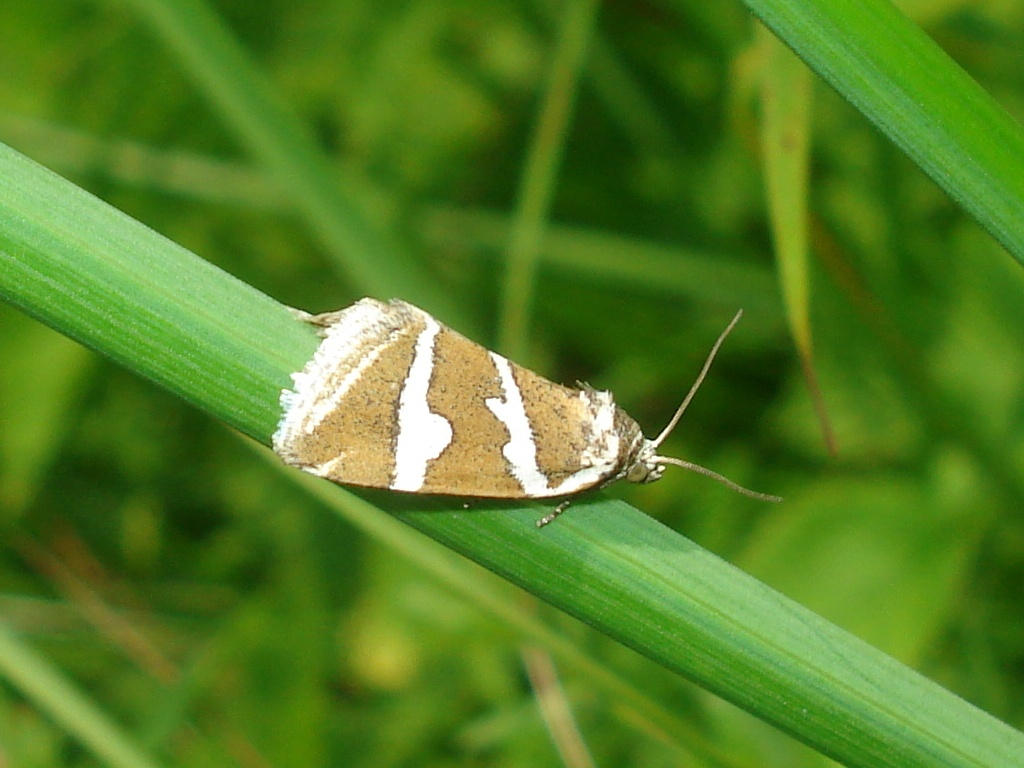
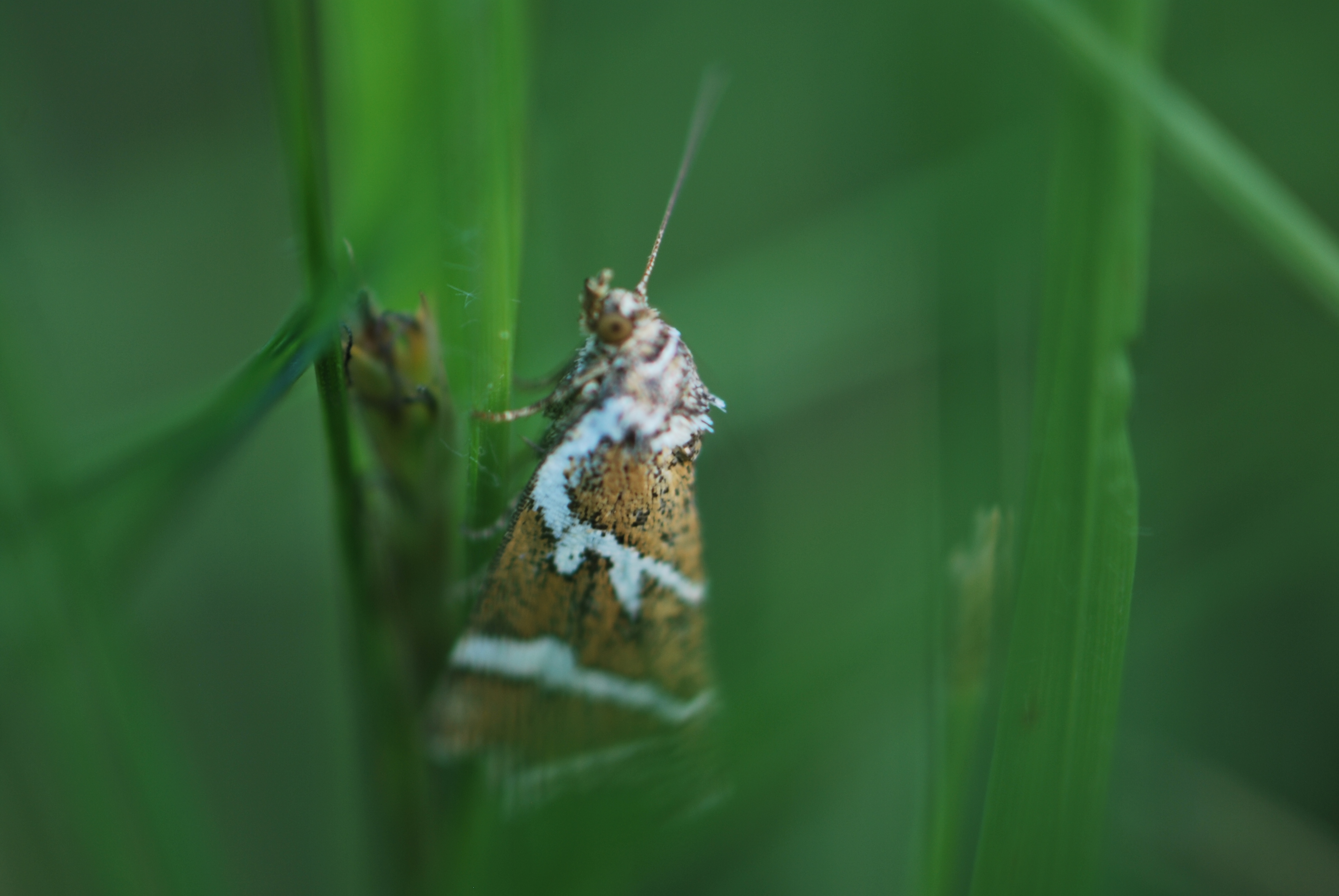